# کاپیتان نیومن ام.دی.
کاپیتان نیومن ام.دی. (به انگلیسی: .Captain Newman, M.D) فیلمی در ژانر جنگی، کمدی و درام به کارگردانی دیوید میلر است که در سال ۱۹۶۳ منتشر شد. این فیلم بر اساس رمانی محصول سال ۱۹۶۱ ساخته شده‌است. ستارگان این فیلم گریگوری پک، تونی کرتیس، انجی دیکینسون، رابرت دووال، ادی آلبرت و بابی دارین بودند.

## بازیگران
- گریگوری پک
- تونی کرتیس
- انجی دیکینسون
- رابرت دووال
- ادی آلبرت
- بابی دارین
- بتل لسلی
- جین ویثرز
- جیمز گرگوری
- دیک سارجنت
- لری استورچ
- آن دران
- ویتو اسکاتی
- رابرت اف سیمون
- جوآن ون آرک
- دیوید وینترز
- گرگوری ولکات
- مایک فارل